# Drzewica karaibska
Drzewica karaibska (Dendrocygna arborea) – gatunek dużego ptaka wodnego z podrodziny drzewic (Dendrocygninae) w rodzinie kaczkowatych (Anatidae). Zamieszkuje rejon Karaibów, w szczególności Bahamy. Nie wyróżnia się podgatunków. Gatunek bliski zagrożenia wyginięciem.

## Morfologia
Długość ciała wynosi 48–58 cm, masa ciała samic 800–1320 g, samców 760–1240 g. U dorosłych osobników większość upierzenia brązowa, z czarno-białymi wzorami na bokach, białawym brzuchem i czarnym dziobem.

## Zasięg występowania
Zasięg występowania obejmuje obszar zwany dawniej Indiami Zachodnimi. Obecnie miejsca lęgowe odnotowano jedynie na Bahamach, Turks i Caicos, Kubie, Kajmanach, Jamajce, Republice Dominikany, Portoryko oraz Antigui i Barbudzie. Środowisko życia stanowią namorzyny oraz tereny bagniste.

## Zachowanie
Gatunek osiadły, aktywny w nocy, o zmierzchu i świcie. W dzień zbiera się w grupy do 100 osobników celem wspólnego wypoczynku lub żeruje. Gniazda mieszczą się między liśćmi palm, w zaroślach oplątw lub w dziupli. Na Antigui odnotowano także gniazdo w postaci dołka wydrapanego w ziemi i wysłanego liśćmi. Okres lęgowy trwa cały rok, najintensywniejszy jednak w miesiącach letnich. Samica składa zazwyczaj 6–12 kremowych jaj o wymiarach 56,4–61 mm x 40,7–43,4 mm i masie 54,5–71 g. Okres inkubacji trwa około 30 dni.

## Status
Międzynarodowa Unia Ochrony Przyrody (IUCN) od 2019 roku uznaje drzewicę karaibską za gatunek bliski zagrożenia (NT – Near Threatened); wcześniej – od 1994 roku miała ona status gatunku narażonego na wyginięcie (VU – Vulnerable). Liczebność populacji w 2007 roku szacowano na 6–15 tysięcy dorosłych osobników; najliczniejsza populacja występuje na Kubie. Trend liczebności populacji uznawany jest za spadkowy.